# .cc
.cc is het internetlandcode top-level domain (ccTLD) voor de Cocoseilanden, een Australisch territorium. Het wordt beheerd door eNIC, een dochteronderneming van registrar VeriSign. Het domein wordt gepromoot als "de volgende .com".
Enige tijd werd het ook beheerd (gedeeltelijk of compleet) door ClearChannel voor zijn radiostations in de Verenigde Staten. Deze is sindsdien uit de internetbranche verdwenen.